# Guillermo I de Holanda
Guillermo I de Holanda, nacido en La Haya hacia 1167, muerto el 4 de febrero de 1222, fue conde de Holanda desde 1203 a 1222. Era hijo de Florencio III, conde de Holanda, y de Ada de Huntingdon.
En 1192, Guillermo regresó de Tierra Santa, donde participó en la toma de Acre, y se enfrentó a su hermano Teodorico VII. Hizo sublevarse a los frisones occidentales y atacó con ellos el Kennemerland. Tras ser derrotado por su cuñada Adelaida se reconcilió con su hermano y recibió el señorío de Frisia en feudo del condado de Holanda.

## Guerra civil
Teodorico VII murió en 1203 y su heredera era su hija Ada, casada con Luis II, conde de Loon. Guillermo reivindicó la sucesión y apoyado por el duque de Brabante y una mayoría del pueblo holandés entró en guerra contra su sobrina, a la que apoyaban el conde de Flandes y los obispos de Lieja y de Utrecht.
Guillermo venció después de varios años de guerra civil y, tras la expulsión de Hugo de Voorne de Zelanda, firmó la paz con el obispo de Utrecht en 1206 y  se hizo reconocer como conde de Holanda.  Con anterioridad, en 1203, el emperador Otón IV le había confirmado en la soberanía del condado porque se había declarado partidario de los Guelfos.
Tomó parte en la guerra entre Inglaterra y Francia, a la que apoyaba Flandes. 
En 1213 y 1214, combatió con tanta fortuna a los franceses, a los que no solamente arrebató varias ciudades sino que los derrotó también el mar. Esto propició que el duque de Brabante rompiera su alianza con Francia y concluyera con Guillermo un acuerdo por el que se concertó el matrimonio de Matilde de Brabante con Florencio, hijo primogénito de Guillermo.

## Cambio de aliados
Sin embargo, en 1215, en la batalla de Bouvines, fue hecho prisionero con gran parte de sus caballeros.  El conde de Holanda tuvo que pagar un fuerte rescate para obtener su libertad.
Cambió de partido y se alió con Francia frente a Inglaterra, alianza que fue la causa de que el papa le excomulgara, así como al rey de Francia y a todos los de su partido. Tomó parte en una expedición contra Juan sin Tierra

## Las cruzadas de Guillermo I
Para obtener del papa que le levantara la excomunión, participó en una cruzada en Prusia y después en 1217 en la conquista de Alcácer do Sal del dominio musulmán.
Después de su conquista de Alcácer do Sal, Guillermo partió para Egipto, seguido de un gran número de sus súbditos, principalmente de Haarlem, con los que participó en el asedio y toma de Damieta, en 1219,  en el curso de la Quinta Cruzada.

## Su labor como gobernante
De regreso a Holanda, que estaba en paz tal y como la había dejado, favoreció numerosos trabajos de organización. Muchos colonos compraban tierras pantanosas para convertirles en pólderes, y Guillermo financió la infraestructura que esto necesitaba, así como los trabajos de riego y algunas presas. Creó nuevos cuerpos de oficios, encargados de construir los diques que había de proteger los pólderes de la acción del mar.
La historia le atribuye el honor de haber promulgado las primeras leyes municipales y otorgado los primeros privilegios a las ciudades de Middelburg, Dordrecht y Geertruidenberg.
Favoreció también el comercio.

## Matrimonios y descendencia
En 1197, Guillermo se casó en primeras nupcias  con Adelaida de Gueldre († 1218), hija de Otón I, conde de Gueldre y de Ricarda de Baviera con quien tuvo los hijos siguientes:
- Florencio IV (1210 † 1234), conde de Holanda.
- Otón († 1249), obispo de Utrecht y regente de Holanda de 1238 a 1239.
- Guillermo († 1238), regente de Holanda de 1234 a 1238.
- Ricarda († 1262)
- Ada († 1258), abadesa en Rijnsburg.

Tras fallecer su esposa se volvió a casar. En 1220, se casó con María de Brabante (h. 1191-1260), hija de Enrique I, duque de Brabante, y Matilde de Boulogne (1170-1210).